# Ontario (Oregon)
Ontario – miasto w Stanach Zjednoczonych, we wschodniej części stanu Oregon, największe miasto hrabstwa Malheur. Ludność — 10 985 mieszkańców (2000). Ontario leży nad rzeką Snake, a klimat według klasyfikacji Köppena jest zimnym klimatem stepowym (Bsk).